# 六島ボクシングジム
六島ボクシングジム（むとうボクシングジム）は、大阪府大阪市住吉区に所在するプロボクシングのジムである。

## 沿革
2001年4月16日、大阪市住吉区に開設された。
初代会長は株式会社六島建設代表取締役の枝川孝。
初代マネージャーは現役時代にバンタム級、フェザー級、ライト級の3階級で活躍し、アトランタオリンピック強化指定選手となった藤原俊志。藤原はチーフトレーナーを兼任し、2006年には名城信男の世界王座獲得により第17回エディ・タウンゼント賞を受賞したが、2011年限りで東京のワールドスポーツボクシングジムへ移籍した。
他に、ストレングス&コンディショニングコーチを仲田健が務める。
2008年9月には名城の世界戦を目前に控え、枝川自ら重圧に苦しみながらグローブ選択権を獲得し、王座再獲得を陣営が一丸となって支えた。また、2009年には金光佑治、2010年には安田幹男が日本王座を獲得した。
2011年には小林健太郎がジム初となる全日本新人王にも輝いた。
2014年には細川貴之が3度目の挑戦で日本王座を獲得した。
そして2024年、西田凌佑がジムとして16年ぶりに世界王座獲得を果たした。

## 選手

### ジム出身世界王者
- 名城信男（WBA世界スーパーフライ級）
- 西田凌佑（IBF世界バンタム級）

### 主な現役選手
- 西田凌佑（現IBF世界バンタム級バンタム級王者）
- 国本陸（第62代日本ミドル級王者）

### 引退した主な選手
- 名城信男（元WBA世界スーパーフライ級王者）
- 安田幹男（第64代日本バンタム級王者）
- 金光佑治（第22代日本ミニマム級王者）
- 細川貴之（第35代日本スーパーウェルター級王者、第32代OPBF東洋太平洋スーパーウェルター級王者）
- 鈴木哲也（第53代日本ミドル級王者、第41代OPBF東洋太平洋ミドル級王者）
- 山﨑晃（スーパーフェザー級）
- 小林健太郎（スーパーフライ級、2011年全日本新人王、技能賞）
- マーク・ジョン・ヤップ（第47代OPBF東洋太平洋バンタム級王者）
- 坂本真宏（元WBOアジア太平洋フライ級王者、2015年フライ級全日本新人王）
- ストロング小林佑樹（元WBOアジア太平洋バンタム級王者）
- 向井寛史（元WBOアジア太平洋スーパーフライ級王者）